# 1914-es karácsonyi fegyverszünet
Az 1914-es karácsonyi fegyverszünet (németül: Weihnachtsfrieden; franciául: Trêve de Noël; hollandul: Kerstbestand) az első világháború nyugati frontján kialakult, széles körben elterjedt, nem hivatalos fegyverszünetek sorozata volt, amelyek 1914 karácsonya környékén zajlottak.
A fegyverszünet öt hónappal a harcok megkezdése után következett be. A harcok intenzitása több helyszínen alábbhagyott, mivel az egységek kimerítették emberi és hadianyag-tartalékaikat, valamint a parancsnokok is új stratégiákat dolgoztak ki a tengerhez való verseny (Race to the Sea) elhúzódó patthelyzete, valamint az első ypres-i csata határozatlan kimenetele után. December 25-e előtti héten francia, német és brit katonák átlépték a lövészárkokat, hogy ünnepi üdvözleteket váltsanak és beszélgessenek egymással. Bizonyos területeken a katonák karácsony estéjén és napján bemerészkedtek a senki földjére, ahol ajándékokat és emléktárgyakat cseréltek. Egyes helyszíneken közös temetési szertartásokat és hadifogoly-cseréket tartottak, míg más találkozások közös éneklésbe torkolltak. Eközben néhány szektorban a harcok tovább folytatódtak, míg máshol csupán arra korlátozódtak az egyeztetések, hogy a holttesteket biztonságban kiemelhessék az árkokból.
A következő évben néhány egység még mindig megpróbált hasonló fegyverszüneteket kötni, de ezek már nem érték el az 1914-es események mértékét, részben a parancsnokok által kiadott szigorú tiltások miatt. 1916-ra a katonák már nem voltak hajlandók hasonló fegyverszünetre; az 1915-ös csaták emberveszteségei következtében a háború egyre kegyetlenebbé vált.
A karácsonyi fegyverszünet nem volt egyedülálló, hanem része volt az úgynevezett „élni és élni hagyni” szemléletnek, amely során az egymáshoz közel lévő gyalogosok olykor abbahagyták a harcot, és kapcsolatot létesítettek egymással. Bizonyos szektorokban időszakos tűzszüneteket tartottak, hogy a katonák kihozhassák a sebesülteket vagy halott bajtársaikat, más helyeken pedig hallgatólagos megállapodás született arról, hogy nem lőnek egymásra, amíg az ellenség pihen, edz vagy dolgozik. Az 1914-es karácsonyi fegyverszünet azért számított különösen jelentősnek, mert a résztvevők száma és a részvétel szintje kiemelkedő volt: még a csendesebb szektorokban is több tucat katona gyűlt össze nyílt terepen, nappali világosságban, ami rendkívülinek számított. Az esemény gyakran a béke és emberség szimbolikus pillanataként jelenik meg az emberiség egyik legvéresebb konfliktusában.

## Háttér

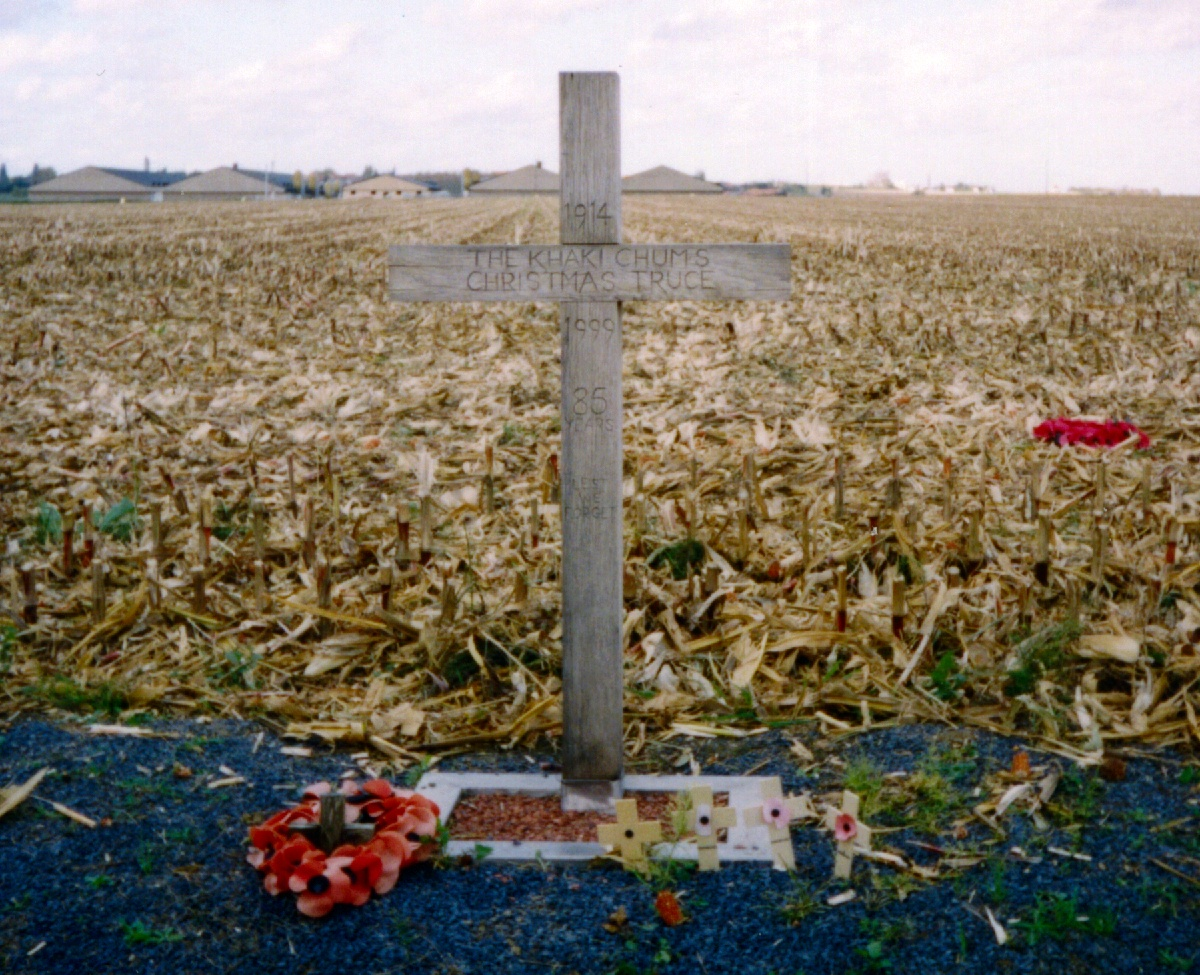
Egy kereszt, amelyet Saint-Yves-ben (Saint-Yvon - Ploegsteert; Belgiumban Comines-Warneton) hagytak 1999-ben a karácsonyi fegyverszünet helyszínének emlékére. A szöveg a következő:

Az első világháború első nyolc hetében a francia és brit csapatok megállították a német előrenyomulást Belgiumon keresztül Franciaországba, még Párizs előtt, az 1914 szeptemberének elején lezajlott első marne-i csatában. A németek visszavonultak az Aisne-völgyébe, ahol lövészárkokat ástak. Az első aisne-i csatában a francia–brit támadásokat visszaverték, és mindkét fél megkezdte a lövészárkok kiépítését, hogy takarékoskodjanak az élőerővel, és a fölöslegesen állomásozó csapatokat az ellenfél északi szárnyának megkerülésére használják fel. Az úgynevezett „tengerhez való verseny” során mindkét oldal kölcsönös bekerítési manővereket hajtott végre. Az ezt követő hetekben a brit erőket az Aisne-ről kivonták, és északra, Flandriába vezényelték. Végül mindkét fél kifogyott a mozgástérből. 1914 novemberére az ellenséges hadseregek folyamatos lövészárokvonalakat építettek ki az Északi-tengertől a svájci határig.
Karácsony előtt több békekezdeményezés is történt. Az „Open Christmas Letter” („Nyílt karácsonyi levél”) egy, a béke érdekében Németország és Ausztria asszonyaihoz címzett nyilvános üzenet volt, amelyet 1914 végén 101 brit női szüfrazsett írt alá. December 7-én XV. Benedek pápa hivatalos fegyverszünetért könyörgött a háborúzó kormányokhoz, arra kérve őket, hogy „legalább azon az éjjelen hallgassanak el a fegyverek, amikor az angyalok énekeltek”. Kérését azonban mindkét fél elutasította.

## Barátkozás az ellenséggel
Fő cikk: Élni és élni hagyni

Brit és német csapatok találkozása a senkiföldjén a nem hivatalos fegyverszünet alatt (brit csapatok a Northumberland Huszárok 7. hadosztályából, Bridoux-Rouge Banc szektorból)

A barátkozás—békés, sőt néha baráti interakciók az ellenséges felek között—a nyugati front csendes szektoraiban rendszeresen előfordult. Egyes területeken mindkét oldal tartózkodott az agresszív viselkedéstől, máshol ez akár rendszeres beszélgetésekre vagy egyik lövészárokból a másikba tett látogatásokra is kiterjedt. Az keleti fronton Fritz Kreisler az osztrák–magyar és az orosz csapatok között az első hetekben spontán fegyverszünetekről és barátkozásokról számolt be.
A brit és német egységek közötti fegyverszünetek már 1914 novemberének elejére datálhatók, amikor véget ért a mozgó háború. Az ellátmányt szürkület után szállították a frontvonalra, és mindkét fél katonái megfigyelték, hogy a szállítás idejére ideiglenes béke állt be. December 1-jére egy brit katona már arról számolt be, hogy egy német őrmester látogatott el reggelente, hogy megtudja, hogyan boldogulnak. Bár a francia és német egységek közötti kapcsolatok általában feszültnek bizonyultak, hasonló jelenségek kezdtek kialakulni. December elején egy német sebész rendszeres, félórás esti fegyverszüneteket jegyzett fel, amelyek során a halott katonákat temették el, miközben a francia és német katonák újságokat cseréltek.
Az ilyen viselkedést a tábornokok  gyakran ellenezték; például Charles de Gaulle hadnagy december 7-én a francia gyalogosok „szánalmas” hajlamáról írt, hogy békén hagyják az ellenséget. Victor d'Urbal, a 10. hadsereg parancsnoka pedig azokról az „szerencsétlen következményekről” számolt be, amikor a katonák „összebarátkoznak az ellenséggel”. Más fegyverszüneteket az időjárás kényszerített ki, például amikor a lövészárokvonalakat elárasztotta az eső; ezek gyakran a kedvező időjárás visszatértével is folytatódtak.
A lövészárokvonalak közelsége lehetővé tette, hogy a katonák egymásnak kiáltsanak üdvözleteket. Ez volt talán a leggyakoribb módja az informális fegyverszünetek megkötésének 1914-ben. A katonák gyakran cseréltek híreket vagy üdvözleteket, amit egy közös nyelv is megkönnyített; sok német katona korábban Angliában, különösen Londonban élt, így jól ismerték az angol nyelvet és kultúrát. Számos brit katona feljegyezte, hogy a németek a futballbajnokságok eredményeiről érdeklődtek, míg más beszélgetések olyan egyszerű témákat érintettek, mint az időjárás vagy szerelmes üzenetek továbbítása.
Egy különös jelenség, amely egyre intenzívebbé vált, a zene volt. A békés szektorokban nem volt ritka, hogy az egységek esténként énekeltek, néha szándékosan az ellenfél szórakoztatására vagy enyhe provokáció céljából. Ez a szokás egyre inkább az ünnepi hangulat része lett; december elején Sir Edward Hulse, a Skót Gárda tisztje azt írta, hogy karácsony napjára koncertet tervez, amely során „minden elképzelhető harmóniát nyújtanak az ellenségnek” válaszul a gyakori „Deutschland Über Alles” kórusokra.

## 1914 karácsonya
Körülbelül 100 000 brit és német katona vett részt az ellenségeskedések informális beszüntetésében a nyugati front mentén. A németek gyertyákat helyeztek el lövészárkaikban és karácsonyfáikon, majd karácsonyi dalok éneklésével folytatták az ünneplést. A britek válaszként saját karácsonyi dalaikat énekelték.
A két fél karácsonyi üdvözleteket kiáltott egymásnak, és hamarosan a senki földjére indultak, ahol kisebb ajándékokat cseréltek, például élelmiszert, dohányt, alkoholt, valamint emléktárgyakat, mint gombokat és sapkákat. A térség tüzérsége elhallgatott. A fegyverszünet lehetőséget adott arra is, hogy az elesett katonákat visszahozzák a vonalak mögé és eltemessék. Egyes helyszíneken közös szertartásokat is tartottak. Sok szektorban a fegyverszünet karácsony éjszakájáig tartott, míg más helyeken egészen újév napjáig folytatódott.
Karácsony napján Walter Congreve dandártábornok, a 18. gyalogosdandár parancsnoka, aki Neuve Chapelle közelében állomásozott, levélben emlékezett meg arról, hogy a németek aznapra fegyverszünetet hirdettek. Az egyik embere bátorságot merített, hogy felemelje a fejét a lövészárok pereme fölé, és hamarosan mindkét oldal katonái a senki földjére léptek. Tisztek és közkatonák kezet ráztak, valamint cigarettát és szivarokat cseréltek. Congreve egyik kapitánya „szivart szívott a német hadsereg legjobb lövészével”, aki mindössze 18 éves volt. Congreve bevallotta, hogy vonakodott tanúja lenni a fegyverszünetnek, attól tartva, hogy német mesterlövészek céltáblája lehet.

Henry Williamson, a London Rifle Brigade 19 éves közkatonája, Boxing Day-en írt levelében édesanyjának így emlékezett vissza:
„Kedves Anya, a lövészárokból írok. Reggel 11 óra van. Mellettem egy kokszkályha ég, velem szemben egy (vizes) búvóhely szalmával. A lövészárok alja csúszós, de máshol fagyott. A számban egy pipa van, amit Mary hercegnő adott. A pipában dohány van. Természetesen, mondhatnád. De várj csak. A pipában német dohány van. Haha, mondhatnád, egy fogolytól vagy egy elfoglalt lövészárokból. Ó, nem! Egy német katonától. Igen, egy élő német katonától, az ő lövészárkából. Tegnap a britek és a németek találkoztak, kezet ráztak a lövészárkok közötti területen, és emléktárgyakat cseréltek. Igen, egész nap karácsony napján, és még most is, miközben írok. Csodálatos, nem igaz?” 
Sir Edward Hulse kapitány arról számolt be, hogy az első tolmács, akivel a német vonalakon találkozott, Suffolk-ból származott, és egy barátnőt, valamint egy 3,5 lóerős motorkerékpárt hagyott otthon. Hulse emlékei szerint a közös éneklés az Auld Lang Syne dallamával zárult, amit angolok, skótok, írek, poroszok és württembergiek együtt énekeltek. „Egyszerűen elképesztő volt, és ha mindezt egy filmben láttam volna, azt mondtam volna, hogy megrendezett.”

Robert Miles kapitány, a King's Shropshire Light Infantry tisztje, aki az Irish Rifles-hoz volt csatolva, levelében így írta le:
„Péntek (Karácsony napja). A lehető legkülönösebb karácsonyt éljük át. Egyféle nem hivatalos, de tökéletesen megértett és pontosan betartott fegyverszünet van érvényben köztünk és az előttünk lévő barátaink között. Az érdekes, hogy úgy tűnik, csak ezen a részen létezik ilyen – jobbra és balra továbbra is vidáman halljuk a lövöldözést. Az egész tegnap este kezdődött, egy hideg, fagyos estén, amikor a németek azt kiáltották: ‘Boldog karácsonyt, angolok!’ Természetesen a mieink visszakiáltottak, majd nagy létszámban mindkét oldal emberei fegyvertelenül a senki földjére léptek. Itt megegyeztek, hogy éjfél utánig nem tüzelnek egymásra. A férfiak a legnagyobb barátságban cseréltek cigarettát és történeteket. Egész éjjel nem dördült el egyetlen lövés sem.”
Johannes Niemann, egy német hadnagy így írt:
„Elővettem a távcsövemet, és óvatosan kinéztem a fedezék fölé. Hihetetlen látvány tárult elém, amint katonáink cigarettát, pálinkát és csokoládét cseréltek az ellenséggel.”
Alfred Anderson, a Black Watch 1/5. zászlóaljának veteránja, 2003-ban visszaemlékezett a karácsony napjára:
„Emlékszem a csendre, a hátborzongató csend hangjára. Csak az őrszemek voltak szolgálatban. Mindannyian kimentünk a gazdaság épületeiből, és csak álltunk, hallgatva. És persze az otthoniakra gondoltunk. Két hónapon át csak a lövészek sípolását, ropogását és a géppuskák hangját hallottam, de azon a reggelen halotti csend borult a vidékre. Korán délután véget ért a csend, és a harc újrakezdődött. Rövid béke volt egy rettenetes háborúban.”
A fegyverszünet ellenzői közé tartozott Horace Smith-Dorrien tábornok, aki megtiltotta a német katonákkal való barátságos érintkezést, valamint Adolf Hitler, a 16. bajor tartalékgyalogezred káplárja.
A francia szektorokban hasonló történetek is napvilágot láttak, ahol a német és francia katonák rövid fegyverszüneteket tartottak. Gervais Morillon szüleinek írt levelében azt írta: „A németek fehér zászlót lengettek, és azt kiabálták: ‘Bajtársak, bajtársak, adjátok meg magatokat.’” Gustave Berthier szintén arról számolt be, hogy a német katonák azt mondták, fáradtak a háborútól, és nem a franciákkal, hanem az angolokkal van problémájuk.
Az Yser-fronton belga katonák kezdeményeztek fegyverszünetet, hogy leveleket küldhessenek német megszállás alatt lévő családtagjaiknak.

### Focimérkőzések

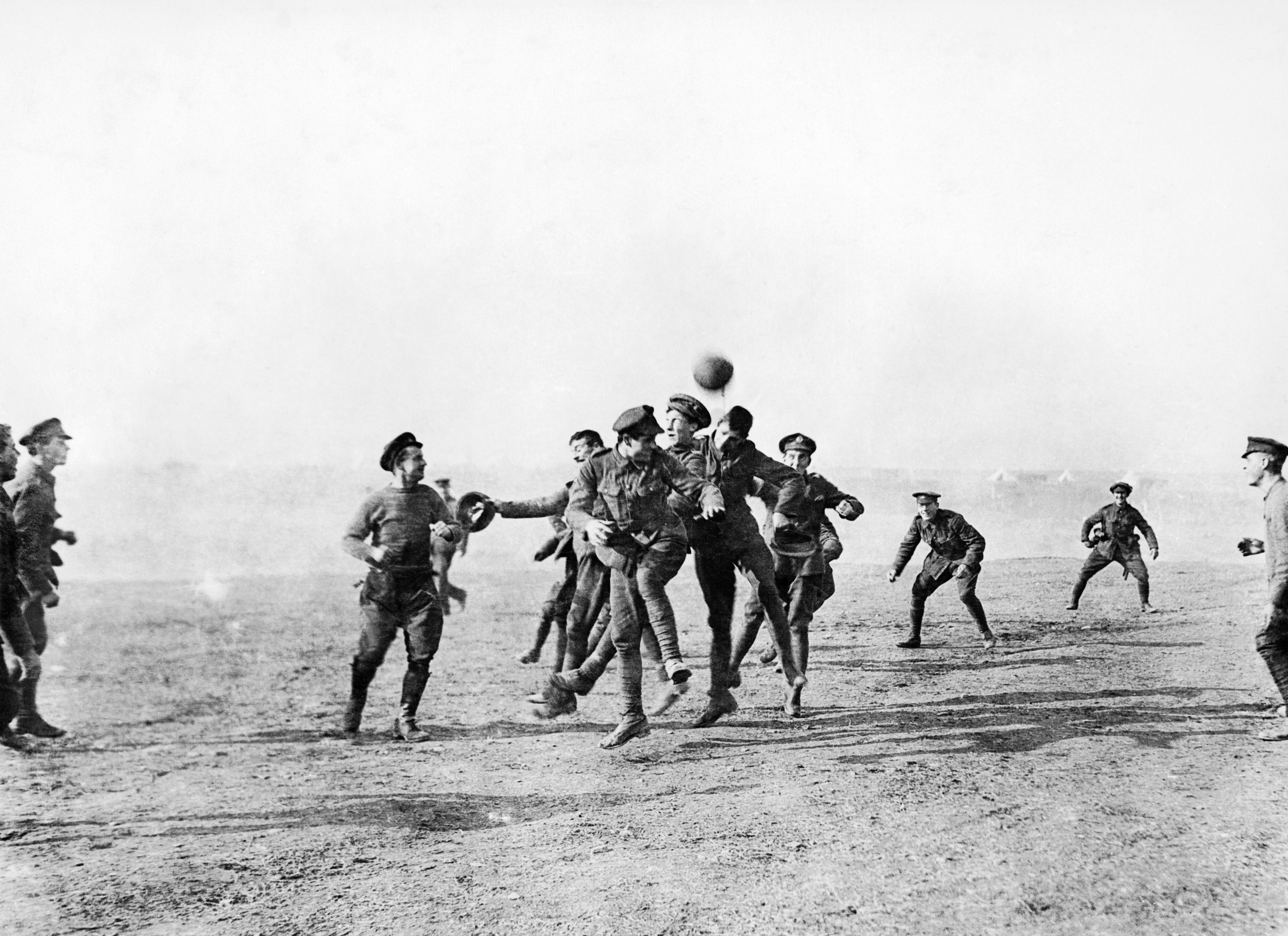
Ezt a képet általában tévesen az 1914-es karácsonyi fegyverszünet idején készült. Valójában 1915. december 25-én készült a görögországi Szaloniki közelében. Brit tiszteket ábrázol, amint a brit 26. hadosztály lőszervonatának más rangú tagjait játsszák.

Számos beszámoló szerint az 1914-es karácsonyi fegyverszünet alatt futballmérkőzések zajlottak a senki földjén. Az első híradások között szerepelt egy orvos levele, aki a Rifle Brigade-hoz volt csatolva. Az írás 1915. január 1-jén jelent meg a The Times-ban, és egy „futballmérkőzésről” számolt be, amely „közöttük és közöttünk zajlott az árkok előtt”. Az évek során több hasonló történet is napvilágot látott, gyakran konkrét egységek vagy eredmények megnevezésével. Egyes beszámolókban irodalmi elemek is keveredtek, például Robert Graves, brit költő és író, aki az első világháború idején tisztként szolgált a fronton. Graves 1962-ben megjelent története szerint a mérkőzés eredménye 3–2 lett a németek javára.
A történetek hitelességét több történész is megkérdőjelezte. 1984-ben Malcolm Brown és Shirley Seaton arra a következtetésre jutottak, hogy valószínűleg voltak próbálkozások szervezett mérkőzésekre, amelyek a terepviszonyok miatt meghiúsultak. A kortárs beszámolók szerint inkább rögtönzött játékokról lehetett szó, ahol a „labda” például egy húsos konzervdoboz volt. Chris Baker, a Nyugati Front Szövetség korábbi elnöke és The Truce: The Day the War Stopped című könyv szerzője szintén szkeptikus volt. Véleménye szerint a legvalószínűbb helyszín egy szervezett mérkőzésre a Messines falva körüli terület lehetett. Baker szerint két brit forrás is említ egy játékot, de német oldalról nincs megerősítés. „Ha valaki egyszer találna egy levelet egy német katonától, aki azon a területen volt, az hiteles bizonyítékot jelentene.”
Kurt Zehmisch hadnagy, a 134. szász gyalogezred katonája azonban így írt: „Az angolok egy futball-labdát hoztak az árkaikból, és hamarosan egy élénk játék kezdődött. Milyen csodálatosan lenyűgöző, de mennyire furcsa is volt.”
Mike Dash, 2011-es elemzésében arra a következtetésre jutott, hogy „bőséges bizonyíték van arra, hogy futballmérkőzéseket játszottak azon a karácsonyi napon – főként azonos nemzetiségű katonák között, de legalább három-négy helyszínen az ellenséges csapatok katonái között is.”
Több egységet is említettek korabeli beszámolókban, amelyek játékban vettek részt. Dash szerint:
- A 133. királyi szász ezred skót csapatokkal játszott,
- Az Argyll és Sutherland Highlanders azonosítatlan németekkel mérkőzött meg (a skótok állítólag 4–1-re győztek),
- A Royal Field Artillery poroszokkal és Hannoveriekkel Ypres közelében,
- A Lancashire Fusiliers pedig Le Touquet-nél játszott, ahol a „labda” egy húsos konzervdoboz volt.[12]

Egy modern szerző 29 futballmeccs beszámolóját azonosította, de részleteket nem közölt. J. E. B. Seely ezredes naplójában azt írta karácsony napján, hogy meghívták egy szászok és angolok közötti újévi mérkőzésre, amely azonban valószínűleg nem valósult meg.

### Keleti front
A keleti fronton a fegyverszünet kezdeményezése az osztrák–magyar parancsnokoktól indult, valamilyen bizonytalan katonai szinten. Az oroszok kedvezően reagáltak, és a katonák végül találkoztak a senki földjén.

## A nyilvánosság reakciója
Az 1914-es karácsonyi fegyverszünet eseményei csak késéssel kerültek nyilvánosságra. Az első híradásokra egy héttel az események után került sor, amikor az amerikai The New York Times – egy semleges ország lapjaként – december 31-én megtörte az informális sajtóembargót. A brit sajtó gyorsan követte példáját, és számos első kézből származó beszámolót közölt olyan katonák leveleiből, amelyeket a fronton állomásozó katonák írtak otthon maradt családtagjaiknak. Az eseményekről szóló tudósítások gyakran a háború "legnagyobb meglepetésének" nevezték a fegyverszünetet. 1915. január 8-ára a képek is megjelentek a sajtóban, és a Mirror és a Sketch című lapok címlapfotókat közöltek, amelyeken brit és német katonák énekeltek és beszélgettek a senki földjén. A brit sajtó beszámolóinak hangneme erősen pozitív volt: a The Times a két oldal közötti „rosszindulat hiányát” méltatta, míg a Mirror azt sajnálta, hogy „az abszurditás és a tragédia” újrakezdődik.
Denis Winter író azonban azt állította, hogy a cenzúra közbelépett, hogy megakadályozza a spontán fegyverszünet hírének széleskörű elterjedését, és a fegyverszünet valódi mérete csak a háború után derült ki, amikor Captain Chudleigh a Telegraph-ban írt róla.
Németországban a sajtó kevésbé részletesen számolt be a fegyverszünetről, míg Franciaországban a cenzúra biztosította, hogy a fegyverszünetről szóló információk csak a fronton lévő katonák vagy a kórházakban kezelt sebesültek első kézből származó beszámolóiból terjedjenek el. A növekvő pletykákra válaszul a francia sajtó kénytelen volt újraközölni egy kormányzati közleményt, amely szerint az ellenséggel való barátkozás hazaárulásnak minősül. Január elején egy hivatalos nyilatkozatot is közzétettek a fegyverszünetről, amely azt állította, hogy az csak a brit szektorra korlátozódott, és csupán dalcserékből állt, amelyek hamarosan lövöldözésbe torkolltak.
A semleges olasz sajtó néhány cikket közölt az eseményekről, általában a külföldi sajtó jelentéseit idézve. 1914. december 30-án a Corriere della Sera egy jelentést közölt az ellenséges árkok közötti barátkozásról, míg a firenzei La Nazione egy futballmérkőzésről szóló első kézből származó beszámolót tett közzé. Olaszországban azonban a fegyverszünet iránti érdeklődés valószínűleg alacsony volt, mivel az országban más jelentős események zajlottak, például Vlora olasz megszállása, a Garibaldi Légió bemutatkozása az Argonne-fronton, valamint az Avezzano földrengés.

## Későbbi fegyverszünetek

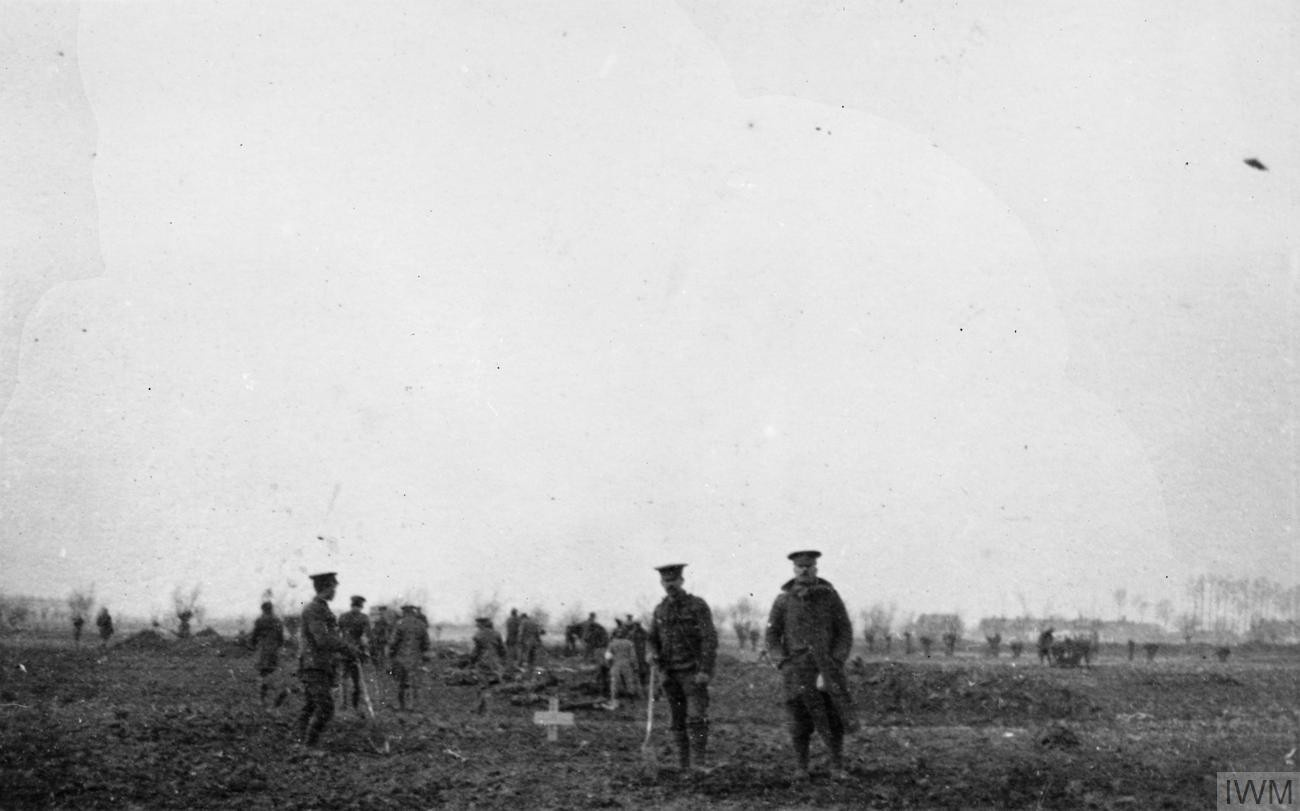
Brit és német csapatok temetik el a december 18-i támadásban elesettek holttestét.

Az 1914-es fegyverszünet után is történtek kísérletek szezonális tűzszünetekre, bár ezek már ritkábbak és kevésbé szervezettek voltak.
1915 húsvétján a nyugati fronton egy német egység fehér zászló alatt próbált elhagyni lövészárkait, de a szemben lévő brit erők figyelmeztették őket, hogy ne tegyék. Az keleti fronton, az ortodox katonák között húsvétkor több helyen alakult ki fegyverszünet. A bolgár író, Yordan Yovkov, aki tisztként szolgált a görög határ közelében a Mesta folyónál, szemtanúja volt egy ilyen eseménynek. Ez ihlette a „Szent éj” című novelláját, amelyet 2013-ban fordítottak angolra. 1915 novemberében egy szász egység röviden barátkozott egy liverpooli zászlóaljjal.
1915 decemberében a szövetséges parancsnokok megtiltották a karácsonyi fegyverszünet megismétlődését. Az egységeket rajtaütések és az ellenséges vonalak zaklatására biztatták, míg a kommunikációt folyamatos tüzérségi támadásokkal akadályozták. Ennek ellenére néhány rövid fegyverszünetre sor került. A németek már 1914. december 29-én kiadtak egy általános parancsot, amely megtiltotta az ellenséggel való barátkozást, és hazaárulásként büntette az ilyen közeledéseket.

A német katona és későbbi „Jugendherberge” (Ifjúsági Szállás) alapító, Richard Schirrmann, így írt az 1915 decemberében, a Vosges-hegységben történt eseményekről:
„Amikor a karácsonyi harangok megszólaltak a vonalak mögötti falvakban, valami hihetetlenül nem katonai dolog történt. A német és francia csapatok spontán békét kötöttek, és megszüntették az ellenségeskedéseket. Elhagyatott lövészárok-alagutakon keresztül látogatták meg egymást, bort, konyakot és cigarettát cseréltek pumpernickelre (vesztfáliai fekete kenyér), kekszre és sonkára.” Schirrmann leírása szerint a táj egy „gránátok által felszántott pusztaság” volt, tele törött fákkal és tépett egyenruhákkal. Bár a katonai fegyelem gyorsan helyreállt, Schirrmann azon töprengett, vajon „lehetne-e alkalmat biztosítani a különböző országok fiataljainak arra, hogy találkozzanak és megismerjék egymást”. Ez az élmény inspirálta az 1919-ben alapított Német Ifjúsági Szállás Szövetséget.”
Llewelyn Wyn Griffith, egy brit tiszt, arról számolt be, hogy karácsony estéjén dalcserélés után a hajnal egy „mindkét oldalról érkező emberek rohamával” kezdődött, akik emléktárgyakat cseréltek. A tisztek azonban gyorsan visszahívták őket, és megtiltották a további kapcsolatokat. Egy másik beszámoló szerint a játékhoz használt futballmeccs 50-50 fős csapatokkal zajlott, mielőtt a parancsnokok közbeléptek.
Egy másik szektorban rövid tűzszünetet tartottak a halottak eltemetésére. Az esemény következményeként Sir Iain Colquhoun, a Skót Gárda századparancsnoka hadbíróság elé került, mert megszegte a parancsot. Bár bűnösnek találták és megrovást kapott, Douglas Haig tábornok eltörölte a büntetést, talán azért, mert Colquhoun feleségének nagybátyja H. H. Asquith, az akkori miniszterelnök volt.
1916 és 1917 decemberében német egységek tűzszünetet ajánlottak a briteknek, de ezek sikertelenek maradtak. Francia szektorokban olykor éneklésre és ajándékok dobálására került sor, ami inkább a „live-and-let-live” elv szezonális kiterjesztésének tűnt.
A Gallipolinál, 1915. május 24-én az ANZAC és az Oszmán Birodalom katonái egy kilencórás fegyverszünetet kötöttek, hogy összegyűjtsék és eltemessék a halottakat. Az esemény alatt a katonák cigarettát és mosolyokat cseréltek.

## Örökség és történelmi jelentőség

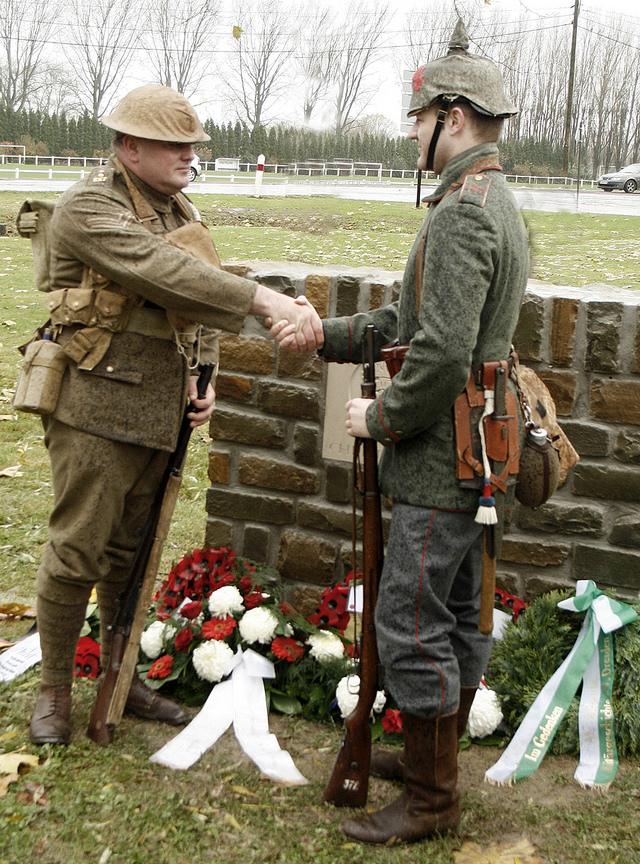
A Nagy Háború veteránjainak brit és német leszármazottai

Az 1914-es karácsonyi fegyverszünetet gyakran egyedülálló eseményként és romantikus, nem pedig politikai jelentőségű aktusként tartják számon. Azonban sokan a háborúval szembeni széleskörű ellenállás szimbólumaként is értelmezik. Tony Ashworth, a lövészárok-hadviselés szakértője, a „live and let live system”-et, vagyis az „élni és élni hagyni” rendszert írta le, amely során a katonák helyi megállapodásokat kötöttek, hogy bizonyos időszakokban, például étkezéskor vagy mosdáskor ne támadják egymást. Ezek az egyezmények olyannyira elterjedtek voltak, hogy egyes frontszakaszokon hosszabb ideig nem fordultak elő halálos áldozatok. Ashworth szerint ez a rendszer lehetőséget adott a katonáknak, hogy valamennyire irányítani tudják a körülményeiket. Az 1914-es karácsonyi fegyverszünet tehát a háborúval való együttműködés megtagadásának legdrámaibb példája, amelybe beletartozott a harc megtagadása, nem hivatalos fegyverszünetek, lázadások és béketüntetések.

#### Kulturális hatás
Az események számos művészeti alkotást ihlettek:
- 1933-ban Heinz Steguweit Petermann schließt Frieden oder Das Gleichnis vom deutschen Opfer (Petermann békét köt: avagy A német áldozat példázata) című darabjában egy német katona karácsonyfát állít fel az árkok között, de lelövik. Később kiderül, hogy mesterlövészek a fa összes gyertyáját kilőtték.[24]
- 1983-ban Paul McCartney Pipes of Peace című dalának videóklipje fiktív módon jeleníti meg a karácsonyi fegyverszünetet.
- 1984-ben John McCutcheon Christmas in the Trenches című dala egy fiktív katona szemszögéből meséli el az eseményeket.
- A Blackadder Goes Forth című BBC-sorozat fináléjában Edmund Blackadder felidézi, hogy egy futballmeccsen játszott, és még mindig bosszankodik, mert les miatt nem adták meg egy gólját.[25]
- A Liverpool-i The Farm zenekar All Together Now című dala az 1914-es események ihlette.
- 2005-ben a Joyeux Noël (Boldog karácsony) című francia film dramatizálta a fegyverszünetet francia, brit és német katonák szemszögéből.[26][27]
- Kevin Puts Silent Night című operája, amely a Joyeux Noël forgatókönyvéből készült, 2012-ben Pulitzer-díjat nyert.
- A Sabaton svéd metal zenekar 2021-ben kiadott Christmas Truce című dala és hozzá tartozó animációs videó szintén a történetet dolgozza fel.[28]

#### Emlékművek és rendezvények
- 2008. november 11-én Frelinghien-ben, Franciaországban avattak emlékművet, ahol a Royal Welch Fusiliers és a német 371. zászlóalj futballozott 1914 karácsonyán. A németek 2–1-re nyertek.[29]
- 2014. december 12-én a National Memorial Arboretumban, Staffordshire-ben, Angliában avattak emlékművet, amelyet Vilmos herceg és az angol labdarúgó-válogatott akkori menedzsere, Roy Hodgson leplezett le.[30][31]
- Az Egyesült Államokban, Rockfordban (Illinois állam) a Midway Village évente megrendezi az esemény rekonstrukcióját.[32]

#### Utolsó résztvevő
Az 1914-es karácsonyi fegyverszünet utolsó ismert túlélője Alfred Anderson volt, aki a Black Watch (Royal Highland Regiment) 1/5. Angus és Dundee zászlóaljában szolgált. 2005. november 21-én, 109 éves korában hunyt el, közel 91 évvel a fegyverszünet után.

## Fordítás
Ez a szócikk részben vagy egészben  a   Christmas truce című angol Wikipédia-szócikk fordításán alapul.  Az eredeti cikk szerkesztőit annak laptörténete sorolja fel. Ez a jelzés csupán a megfogalmazás eredetét és a szerzői jogokat jelzi, nem szolgál a cikkben szereplő információk forrásmegjelöléseként.